# Ibn Sallam al-Jumahi
Abū ʿAbd Allāh Muḥammad ibn Sallām al-Jumaḥī (in arabo ﺍﺑﻮ ﻋﺒﺪالله ﻣﺤﻤﺪ بن سلام الجمحي‎?; Bassora, 756 – Baghdad, 846 o 847) è stato un letterato e filologo arabo.
Tra i primi appartenenti della Scuola di Baṣra, studiò sotto la guida paterna e poi sotto quella di altri maestri.
Trasferitosi nella Baghdad abbaside, di lui ci è giunto un solo lavoro: le Ṭabaqāt fuḥūl al-shuʿarāʾ lett. "Classi degli stalloni dei poeti", che ordinava antologicamente i poeti di età preislamica e islamica, con sguardo critico che mirava anche ad appurarne l'autenticità.
Le "classi" dei poeti erano quattro, e tenevano conto del tempo in cui i poeti avevano operato, il loro luogo di attività, la loro appartenenza tribale, il loro merito poetico, la quantità dei loro versi e il genere prevalente (se poesie encomiastiche, di dileggio, di carattere naturalistico, amoroso e altro ancora). 

Fu ampiamente usato dagli autori successivi di opere consimili che tuttavia si limitarono a epitomizzarlo senza citarlo, secondo un radicato costume della cultura letteraria arabo-islamica.